# سيفيزو مييني
سيفيزو مييني (بالإنجليزية: Sifiso Myeni)‏ (10 يونيو 1988 بسويتو في جنوب أفريقيا - ) هو لاعب كرة قدم جنوب أفريقي في مركز الوسط. شارك مع منتخب جنوب أفريقيا لكرة القدم. أما مع النوادي، فقد لعب مع أورلاندو بيراتس وبيدفيست ويتس.

## مسيرته الكروية
لعب سيفيزو مييني خلال مسيرته الاحترافية مع 4 أندية في اثنا عشر موسمًا وسجل خلالها 31 هدفًا ضمن 228 مباراة. حيث فاز في موسمين بالكأس وفي موسم واحد بالدوري.
خاض سيفيزو مييني مسيرته مع نادي موروكا سوالوز في موسم 2007–08 لمدة موسم واحد، لم يشارك في أي مباراة ولم يسجل أي هدف. ثم انتقل إلى نادي بيدفيست ويتس في موسم 2008–09 في المرة الأولى ليلعب معه أربعة مواسم ثم في موسم 2016–17 ولمدة موسمين، حيث شارك طوالها في 126 مباراة سجل خلالها 15 هدفًا. لينتقل بعدها إلى نادي أورلاندو بيراتس في موسم 2012–13 ليلعب معه أربعة مواسم، مشاركًا في 95 مباراة سجل خلالها 15 هدفًا أيضًا.

## وصلات خارجية
- سيفيزو مييني على موقع قاعدة بيانات كرة القدم.إي يو (الإنجليزية)
- سيفيزو مييني على موقع ناشيونال فوتبول تيمز (الإنجليزية)
- سيفيزو مييني على موقع Soccerway.com (الإنجليزية)